# Marten Persiel

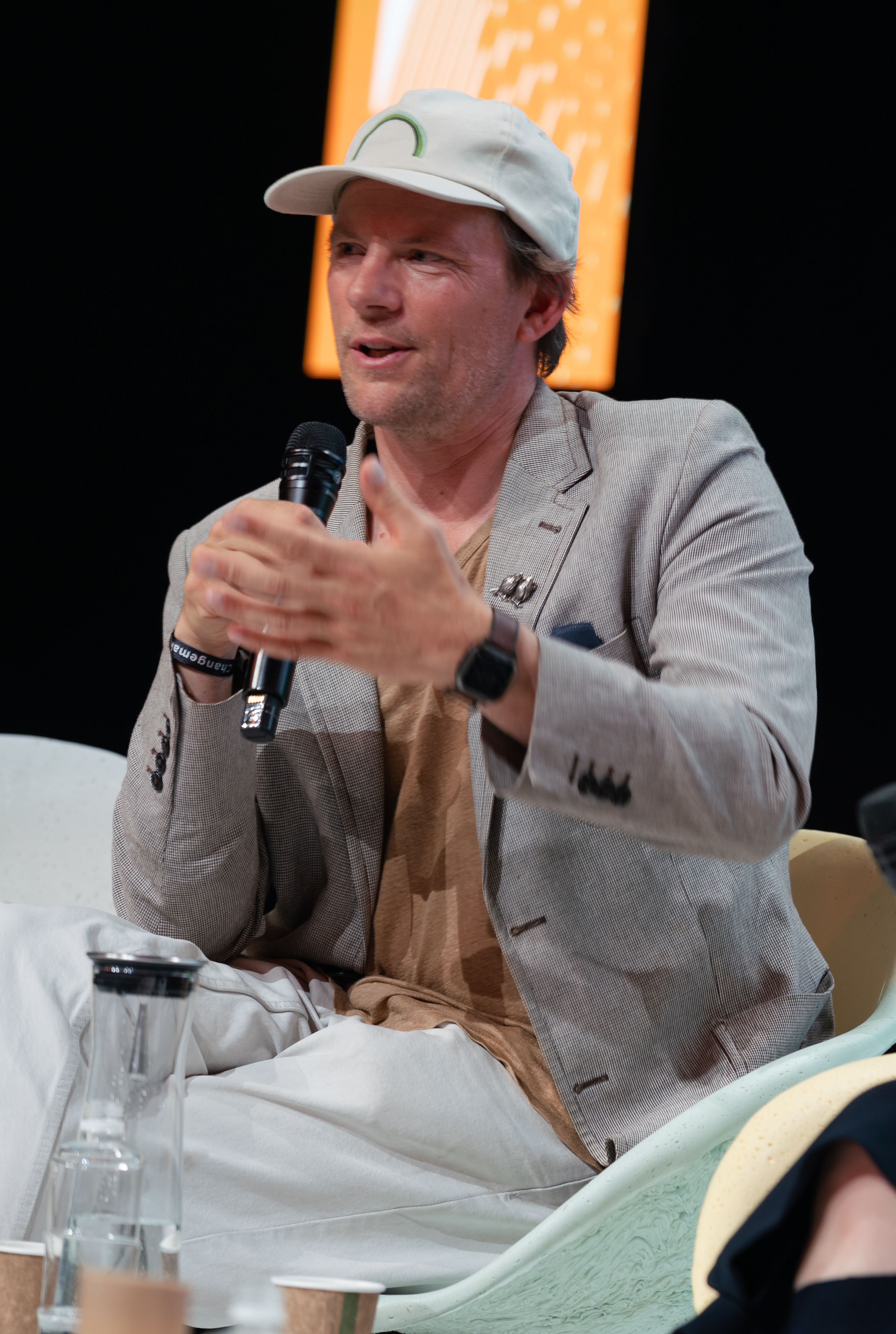
Marten Persiel, 2022

Marten Persiel (* 1974 in West-Berlin) ist ein international tätiger deutscher Filmregisseur und Drehbuchautor.

## Leben und Wirken
Persiel ist in Hannover und Hamburg aufgewachsen. In der Skateszene der 1980er und 1990er Jahre machte er erste Kurzfilme; es folgte ein Dokumentarfilmstudium an der Hochschule für bildende Künste Hamburg, ein Studium in Mixed Media Art an der University of Portsmouth und schließlich ein Bachelor in Regie/Drehbuch an der University of Westminster in London. 2001 zog er nach Barcelona, wo er acht Jahre lang als Editor und Werberegisseur arbeitete. Hier entstanden auch einige Kurzfilme und Dokumentarfilme, bevor er seine Arbeit als Regisseur auf den Philippinen fortsetzte.
Seit 2009 lebt Marten Persiel in Berlin. Hier entstand der erste abendfüllende Film This Ain’t California. Der Film erzählt die Geschichte einer Freundschaft in der Szene der Skateboardfahrer der DDR. Dieser, von Marten Persiel als dokumentarische Erzählung bezeichnete, Film hat mit seinem teilweise fiktionalen Inhalt besonders in Deutschland eine Diskussion über Normen im Dokumentarfilm aufgeworfen. Der Film erhielt das Prädikat „Besonders Wertvoll“ von der Deutschen Film- und Medienbewertung (FBW), und Persiel ging 2013 mit dem Goethe-Institut auf eine Weltreise, um den Film in Europa, Australien, Mexiko, Indonesien und den USA zu zeigen. This Ain’t California hatte seine internationale Premiere bei der Berlinale 2012 und wurde als bester Film in der Kategorie Perspektive Deutsches Kino ausgezeichnet. Es folgten weitere Auszeichnungen auf internationalen Festivals.
2013 verbringt Persiel ein Stipendium in der Villa Aurora, wo er die Basisrecherche für ein Filmprojekt über Zeit und Biodiversität beginnt. Dieses Projekt beschäftigt den Autor und Regisseur während der kommenden 8 Jahre. In diesen acht Jahren machte sich Persiel außerdem einen Namen als Regisseur für kommerzielle Dokumentarfilme und gewann auch hierfür internationale Auszeichnungen. Im Jahr 2014 saß er in der Jury des Dokumentarfilmfestivals Diagonale in Graz.
Im Jahr 2021 feierte sein Spielfilmdebüt Everything Will Change seine Weltpremiere auf dem Zurich Film Festival. Im Jahr darauf wurde der dystopische Science-Fiction-Film in den Wettbewerb des Filmfestival Max Ophüls Preis 2022 eingeladen, wo er den Publikumspreis gewann. Der Mentor des Projektes Wim Wenders, der auch im Film eine Rolle hat, nannte Everything Will Change "a revelatory experience, that makes you want to go out and do something".
Im Mai 2024 wurde Persiel Mitglied der European Film Academy.

## Filmografie (Auswahl)
- 1997: The Concrete Souldier, Deutschland (Kurzfilm)
- 1999: Turm (Drehbuch), UK (Kurzfilm)
- 2000: Kebabland, UK (Kurzfilm)
- 2004: Buhay na Tubig, Philippinen (Kurzfilm)
- 2006: Three Foot Charlie, Philippinen (Kurzfilm)
- 2006: Siyempre Amigos, Philippinen (60 mins)
- 2007: Mimi, la Joie, Elfenbeinküste (60 mins)
- 2008: 8 Schritte, Deutschland (Kurzfilm)
- 2009: Joy, Spanien/Deutschland (Kurzfilm)
- 2011: Burn the Movie, Spanien (Kurzfilm)
- 2011: We are surfers, Spanien (Kurzfilm)
- 2011: Welcome en Casa, Dominikanische Republik (Kurzfilm)
- 2012: This Ain’t California, Deutschland (92 minutes feature)
- 2013: Sound of the Void, Schweiz (Kurzfilm)
- 2014: The Devils Toy, Deutschland/Canada (Kurzfilm)
- 2016: Il Cubo, Portugal/Italien (kommerzieller Kurzfilm)
- 2019: Search for the Wooo, Schottland (Kurzfilm)
- 2021: Everything Will Change

## Auszeichnungen
Für „This Ain’t California“:
- „Dialogue en perspective“, Berlinale 2012
- Best Documentary, Cannes Independent Film Festival 2012
- Special Jury Prize for Achievement in Directing, Nashville Film Festival 2012
- Nachwuchsförderpreis der DEFA-Stiftung, Filmkunstfest Mecklenburg-Vorpommern 2012
- Spezial Jury Prize, Lighthouse International Film Festival 2012
- Best Editing, Minneapolis Underground Film Festival 2012
- Best International Feature, Santa Fe Independent Film Festival 2012
- 2nd place Audience Award, Warsaw Film Festival 2012
- Best Documentary, Cockatoo Island Film Festival 2012
- Jury Award und Audience Award und Gewinner des „Prix Univerciné Inter-festivals“, Univerciné Cinéma Allemand, Nantes 2012/13
- Best Original Screenplay und Best Director, International Skateboard Film Festival, LA 2012
- Prix de Public, Compétition Documentaires, Festival 2 Cinéma de Valenciennes 2013
- Best Docu-Fiction Film, Nord-Nordwest Surf Skate Film Fest Hamburg 2013
- Förderpreis Schnitt für Maxine Goedicke, Deutscher Kamerapreis 2013

## Belege
1. ↑  "This Ain’t California, 2012 - 15. August 2012. Webseite der Frankfurter Allgemeinen Zeitung. Abgerufen am 11. November 2013.
2. ↑  "This Ain’t California, 2012 - 13. Februar 2012. Webseite der Zeit. Abgerufen am 11. November 2013.
3. ↑  "This Ain’t California, 2012 - Prädikat besonders wertvoll. Webseite der deutschen Film- und Medienbewertung. Abgerufen am 28. Oktober 2013.
4. ↑  Academy new members 2024: check the full list. In: europeanfilmacademy.org, 6. Mai 2024.

| Personendaten    | Personendaten                             |
| ---------------- | ----------------------------------------- |
| NAME             | Persiel, Marten                           |
| KURZBESCHREIBUNG | deutscher Filmregisseur und Drehbuchautor |
| GEBURTSDATUM     | 1974                                      |
| GEBURTSORT       | Berlin                                    |